# Писарівка (Миргородський район)
Пи́сарівка — село в Україні, у Комишнянській селищній громаді Миргородського району Полтавської області. Населення становить 148 осіб. До 2020 року орган місцевого самоврядування — Черкащанська сільська рада.

## Географія
Село Писарівка знаходиться між селами Булуки і Черкащани (1 км). По селу протікає пересихаючий струмок з загатою.